# Damir Hamidulin
Damir Hamidullin, rusko-slovenski violončelist, * 1. november 1957, Kazan (Rusija).
Hamidulin se je izobraževal pri mnogih znamenitih ruskih violončelistih (Mstislav Rostropovič, Danil Šafran itd.). Na moskovskem konservatoriju »Gnjesin« je bil asistent Fedorja Luzanova. V Slovenijo se je priselil v 1990.ih. Od takrat deluje kot violončelist-solist v orkestru Ljubljanske Opere. Kot komorni glasbenik deluje v ansamblu Trio Amael.